# Ray of Light
Ray of Light é o sétimo álbum de estúdio da artista musical estadunidense  Madonna. O seu lançamento ocorreu inicialmente em 22 de fevereiro de 1998 no Japão, logo depois nos Estados Unidos em 3 de março de 1998, através das gravadoras Maverick e Warner Bros. Com o nascimento de sua primeira filha, Lourdes Maria e outros eventos que lhe inspiraram um período de introspecção, a musicista começou a desenvolver material para seu novo disco com os produtores musicais Babyface e Patrick Leonard. Depois de algumas sessões de gravação sem grandes resultados, o sócio da Maverick, Guy Oseary, telefonou para o músico britânico William Orbit, sugerindo-lhe que enviasse algumas canções para a cantora, que as aprovou. Posteriormente, Madonna começou a desenvolver uma nova direção musical para o projeto ao lado de Orbit. As sessões de gravação da obra duraram pouco mais de quatro meses, e enfrentaram problemas devido a ausência de banda ao vivo e os arranjos do hardware Pro Tools, que poderiam se quebrar e atrasariam as gravações até serem reparados.
Musicalmente, Ray of Light apresenta a inserção da música eletrônica na sonoridade de Madonna, com influências de outros gêneros e subgêneros, incluindo techno, trip hop, drum and bass, música ambiente, rock, soft rock e música clássica, distanciando-se da sonoridade pop e R&B apresentada em seu álbum de estúdio anterior, Bedtime Stories (1994). Em termos vocais, o álbum apresenta a intérprete cantando com maior amplitude e um tom mais cheio, consequência de suas aulas vocais para o filme Evita (1996). Temas orientais também estão presentes no projeto, como resultado da conversão da intérprete à Cabala, seu estudo do hinduísmo e do budismo, bem como a sua prática diária de Yōga; faixas como "Sky Fits Heaven" e "Shanti/Ashtangi" são exemplos dessas atividades, com a última sendo uma adaptação de um texto de Yoga Tavarali e cantada inteiramente em sânscrito.
Após o seu lançamento, Ray of Light foi recebido com análises positivas dos críticos de música contemporânea, que prezaram os vocais e a nova direção musical da artista, definindo-o como o seu trabalho "mais aventuroso". Os resenhadores também notaram a sua natureza contida e madura. O trabalho recebeu uma série de prêmios ao redor do mundo, incluindo quatro Grammys, entre eles o de Melhor Álbum Vocal de Pop. Comercialmente, o álbum obteve um desempenho exitoso, atingindo a primeira colocação em cerca de 17 países, como  Alemanha, Austrália, Canadá, Nova Zelândia e Reino Unido. Nos Estados Unidos, debutou na segunda colocação da Billboard 200, convertendo-se no quinto disco de Madonna a atingir a segunda posição na tabela, e recebeu quatro certificações de platina pela Recording Industry Association of America (RIAA), denotando vendas de quatro milhões de unidades no país. Em âmbito global, comercializou cerca de dezesseis milhões de réplicas.
De Ray of Light surgiram cinco singles oficiais, dos quais "Frozen" e a faixa-título se tornaram sucessos internacionais, com o vídeo musical da última recebendo o prêmio de Vídeo do Ano durante a cerimônia dos MTV Video Music Awards de 1998. Um promocional, "Sky Fits Heaven", foi liberado somente nos Estados Unidos. Em divulgação ao produto, Madonna apresentou-se em diversos programas televisivos e premiações e excursionou pelo mundo com a Drowned World Tour no ano de 2001, que promoveu o álbum e seu sucessor Music (2000). Críticos e acadêmicos notaram a influência do trabalho na música popular, especialmente em como ele introduziu a música eletrônica na cultura pop de massa. Os profissionais também notaram a maneira em que Madonna era capaz de reinventar-se e permanecer moderna e contemporânea em meio ao cenário musical dominado pelo pop adolescente no período em que o trabalho foi lançado. Considerado pela própria cantora como o seu melhor disco, o material também foi incluído em diversas listas, incluindo a dos 500 melhores álbuns de todos os tempos feita pela revista Rolling Stone.

## Antecedentes e desenvolvimento

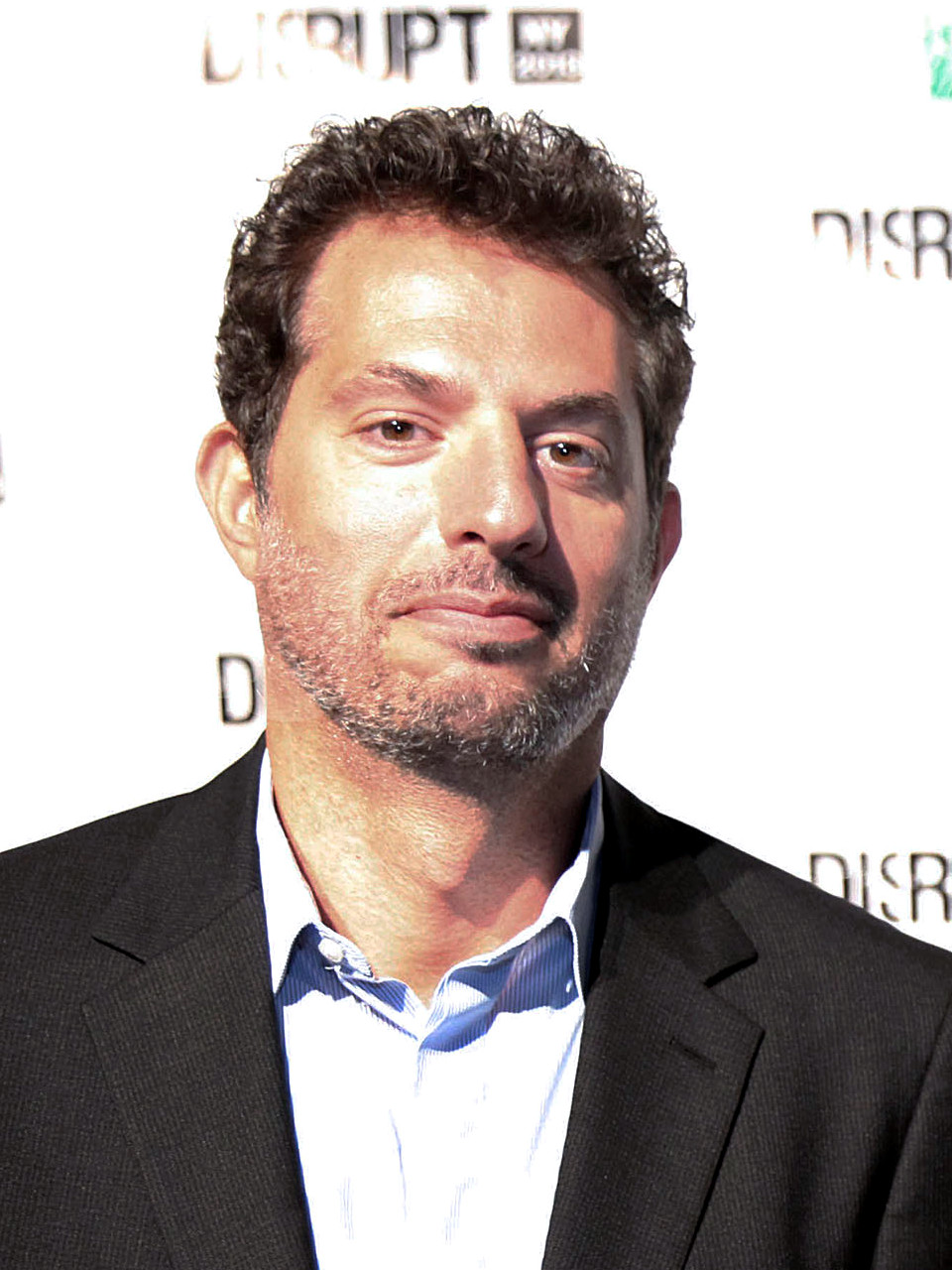
Para Ray of Light, Madonna trabalhou com o produtor William Orbit depois que Guy Oseary (foto), parceiro de gravadora Maverick, entrou em contato com ele e pediu algumas melodias para a cantora.

Após o lançamento da coletânea de baladas Something to Remember (1995), Madonna começou a ter aulas de canto como parte de sua preparação para interpretar a protagonista do filme Evita (1996); no mesmo ano nasceu sua primeira filha, Lourdes Maria. Para a revista Q em 2002, a intérprete disse que esses acontecimentos a levaram a um período de introspecção; "Foi muito catalisador para mim. Fez com que eu procurasse respostas para questões que eu nunca havia me perguntado antes". Neste período, ela passou a adotar crenças da Cabala, começou a praticar Ioga diariamente e a estudar hinduísmo e o budismo, o que a ajudou a sair da sua zona de conforto e a observar o mundo "de uma perspectiva diferente". Outro fator que inspirou a concepção do disco foi as aulas de canto que Madonna fez em preparação para Evita. A cantora sentiu que havia uma "parte inteira" de sua voz que ainda não havia sido utilizada, a qual ela decidiu usar para o álbum. Em maio de 1997, a artista começou a escrever canções para o projeto com Babyface, com quem havia trabalhado em seu disco anterior, Bedtime Stories (1994). Eles escreveram algumas faixas, antes da cantora sentir que elas não possuíam a direção musical necessária para o trabalho. De acordo com Babyface, as canções "tinham um estilo parecido com 'Take a Bow', e Madonna não queria, nem precisava, se repetir".
Depois de descartar as obras que havia composto com Babyface, Madonna começou a trabalhar com Rick Nowels, que havia co-escrito canções para Stevie Nicks e Céline Dion. A colaboração produziu sete canções em nove dias, mas elas também não apresentaram a futura direção musical eletrônica do projeto. Destas faixas, apenas "The Power of Good-Bye", "To Have and Not to Hold" e "Little Star" foram incluídas no álbum. Em seguida, a cantora decidiu compor com Patrick Leonard, que produziu diversas faixas para ela nos anos 1980. Ao contrário dos álbuns anteriores, a colaboração com Leonard recebeu poucas contribuições do estúdio. Ela acreditava que a sua produção "daria às canções uma vibe similar a de trabalhos de Peter Gabriel", um som que não queria para o trabalho. Guy Oseary, sócio da gravadora de Madonna, Maverick Records, telefonou para o músico britânico William Orbit, sugerindo que ele enviasse algumas músicas para a intérprete. Orbit enviou uma Digital Audio Tape formada por 13 faixas, as quais foram aprovadas por Madonna. Mais tarde, ela comentou: "Eu era uma grande fã dos trabalhos iniciais de William, Strange Cargo 1 e 2 e tudo isso. Eu também gostei de todos os remixes que ele fez para mim, e estava interessada em fundir um tipo de som futurista, mas também usando muitas influências indianas, marroquinas e coisas do tipo, e eu queria que soasse antigo e atual ao mesmo tempo".

## Gravação
Demorou muito tempo para fazer o álbum, [questão de] meses. E não foi como se estivéssemos afrouxando. Nós tivemos que trabalhar rapidamente, e houve muitas vezes em que tivemos de seguir em frente. Uma das frases favoritas de Madonna era 'não adorne o lírio'. Em outras palavras, [era] manter [a canção] crua e não aperfeiçoar muito. É um impulso natural para os entusiastas de computador aperfeiçoar tudo porque eles podem, e nós tomamos muito cuidado com isso.

—Orbit discutindo o trabalho com Madonna para a revista Keyboard.
No início de junho de 1997, antes de iniciar as gravações do disco, Orbit encontrou-se com Madonna na casa dela em Nova Iorque, e ela lhe apresentou algumas canções que havia elaborado com outros produtores meses antes, as quais foram descritas por Orbit como "elegantes". Eles visitaram o estúdio The Hit Factory no final da semana, onde Madonna convidou o produtor para trabalhar em Ray of Light. Ele então mostrou a ela uma fita com trechos musicais que estava desenvolvendo, que geralmente eram frases de oito ou dezesseis compassos e versões simples das melodias que mais tarde seriam incluídas no álbum. Madonna as ouvia repetidamente até se sentir inspirada para compor. A cada vez que tinha uma ideia sobre uma letra, a vocalista mostrava a Orbit e juntos eles as desenvolviam. Como a maioria dos arranjos já existiam, Madonna trabalhou nas letras e melodias enquanto estava em casa ou enquanto viajava.
Ray of Light foi gravado por quatro meses e meio nos Larrabee North Studios em Hollywood, Califórnia, começando em meados de junho de 1997, e tendo seu término em novembro do mesmo ano. Em grande parte do processo, apenas outras três pessoas ficavam no estúdio com a cantora: Orbit, o engenheiro Pat McCarthy e seu assistente Matt Silva. As gravações foram iniciadas em Los Angeles, mas vários problemas foram encontrados durante as sessões, já que o produtor preferia trabalhar com demonstrações, sons de sintetizadores e o hardware Pro Tools ao invés de músicos ao vivo. Quando os computadores quebravam, a gravação tinha de ser adiada até que os aparelhos fossem reparados. Orbit gravou a maior parte da instrumentação do trabalho durante um período de quatro meses. Ele também se lembrou de que, por passar muitas horas tocando guitarra no estúdio, seus dedos chegaram a sangrar.
Depois de errar algumas vezes a pronúncia da palavra shloka no idioma sânscrito durante a gravação da canção "Shanti/Ashtangi", Madonna fez aulas por telefone, que foram organizadas pela BBC, para aprender a pronúncia básica e correta de palavras do eminente estudioso Dr. B P T Vagish Shastri neste idioma. Ela fez as correções necessárias de pronúncia no álbum. Em entrevista para a MTV, a intérprete falou sobre a gravação do disco, e disse que seu parceiro de negócios, Guy Oseary, foi um amigo prestativo, e que depois que ela e Orbit tocaram as faixas para ele, ele, para seu espanto, não disse nada e saiu do estúdio: "Ele realmente odeia aquelas cordas geladas. Bem quando eu acho que a faixa está pronta, ele meio que nos empurra para mais um passo adiante. 'Talvez devêssemos tentar isso' ou 'Eu realmente não quero ouvir isso'. E então, claro, mais tarde, isso rasteja em meu cérebro, e eu fico tipo, 'talvez eu devesse ter feito um vocal de fundo nisso'. E, em seguida, eu vou e faço alegremente, certo?". O produtor também disse para a revista Q que Madonna gravou "Swim" no dia em que o estilista e seu amigo Gianni Versace foi assassinado em Miami, Flórida, e que este fato provavelmente fez com que a faixa tivesse um impacto emocional.

## Capa e lançamento
De acordo com a assessora de Madonna, Liz Rosenberg, a artista considerou intitular o disco de Mantra, descrevendo-o como um "título muito legal". Contudo, ela mudou o nome para Ray of Light, pois seus álbuns sempre tinham uma música de mesmo nome. A capa do trabalho foi fotografada pelo peruano Mario Testino, que já havia colaborado com a cantora anteriormente para uma coleção de moda Versace. Ela impressionou-se com o estilo natural que Testino capturou as fotos da coleção e decidiu convidá-lo novamente para trabalhar para ela, desta vez na sessão de fotos do álbum. O fotógrafo lembrou: "Às duas da tarde, ela disse 'Tudo bem, estou cansada. Acabamos'. E eu respondi 'mas eu ainda não terminei de fotografar'. Ela refutou 'você está trabalhando para mim e eu disse que acabamos. E eu falei 'não, vamos continuar'. A foto que ela usou na capa veio depois dessa [conversa]". Na imagem, o rosto de Madonna, emoldurado pelos cabelos longos, loiros e levemente ondulados, revela uma expressão de serenidade. A cor predominante é o turquesa, num tom aquático, referente ao efeito de limpeza e transformação da água. O título do disco e o nome da intérprete repousam harmonicamente ao lado do rosto. Ela veste uma túnica azul-claro, de tecido sintético, aludindo à sonoridade computadorizada do repertório.
Ray of Light foi lançado no Japão em 22 de fevereiro de 1998, com uma faixa bônus adicional exclusiva para o Japão, "Has to Be". O álbum foi lançado mais tarde nos Estados Unidos, em 3 de março de 1998. Na Nova Zelândia, um conjunto de Ray of Light e The Immaculate Collection foi lançado para acompanhar o disco. Ele alcançou o número doze na parada de álbuns e foi certificado em ouro pela Recording Industry Association of New Zealand (RIANZ) pela distribuição de sete mil cópias. Uma compilação promocional em VHS, intitulada Rays of Light, foi lançada no Reino Unido em 1999, compilando todos os videoclipes dos cinco singles do álbum. Todos os cinco vídeos foram posteriormente incluídos na compilação The Video Collection 93:99 (1999).

## Estrutura musical
Sinto que falar sobre isso é banal. Eu estudei a Cabala, que é a interpretação mística da Torá. Eu estudei budismo e hinduísmo e pratiquei Yoga e, obviamente, sei muito sobre catolicismo. Existem verdades indiscutíveis que conectam todas elas, e as acho muito reconfortantes e gentis. Minha jornada espiritual é estar aberta a tudo. Prestar atenção ao que faz sentido, ser absorvida. Para mim, a Yoga é a coisa mais próxima à nossa verdadeira natureza.

—Madonna falando sobre a inspiração para "Sky Fits Heaven" e "Shanti/Ashtangi".
De um ponto de vista musical, Ray of Light apresenta um notável afastamento dos trabalhos anteriores de Madonna, tendo sido descrito como seu disco "mais aventureiro". Musicalmente derivado do trip hop, techno, bem como da música eletrônica, o projeto contém elementos de diferentes gêneros e subgêneros, incluindo trance, drum and bass, trip hop, música ambiente, rock, new wave, música oriental e música clássica. Em termos vocais, marcou uma mudança em relação aos álbuns anteriores da intérprete; por ter feito aulas vocais para o filme Evita, ela exibe seus vocais em maior amplitude e alcance, além de um tom mais cheio. Em muitas canções, a cantora abandonou o vibrato, que esteve presente em seus materiais antecessores. Criticamente, a voz usada por Madonna neste álbum foi descrita como sua melhor e mais completa.
Faixa de abertura do álbum e seu terceiro single, "Drowned World/Substitute for Love" é uma balada de andamento lento que apresenta influências dos estilos jungle, drum and bass e trip hop. Seu título é inspirado pelo livro de ficção científica pós-apocalíptica The Drowned World (1962), escrito por J.G. Ballard. A faixa descreve um passado solitário, no qual a cantora procurava seu lar nos lugares errados. Agora, longe de relações superficiais, ela submerge o ouvinte em seu novo e renovado estado de espírito, cantando: "Eu troquei fama por amor sem pensar duas vezes/ tudo se tornou um jogo bobo/ algumas coisas não podem ser compradas". A obra seguinte, "Swin", possui um tom espiritual na qual Madonna entoa uma letra sobre deixar o passado para trás, de "[lavar] todos os nossos pecados": "Nade até o fundo do oceano / Para que nós possamos recomeçar / Nos livrar de todos os nossos pecados / Atingir outro litoral". Segue-se a faixa homônima, lançada como segundo foco promocional do disco, na qual Madonna reflete sobre a insignificância dos seres humanos dentro do universo. É uma canção derivada do EDM e possui fortes tendências do techno. Uma música "sonoramente progressiva", também incorpora elementos de rock, com um riff de guitarra elétrica sendo proeminente em sua composição. A melodia contém vários efeitos sonoros, incluindo assobios, sinos e bipes.
"Candy Perfurme Girl" trata da ideia da juventude como força produtiva. Inicia-se com uma introdução grunge combinando bipes pós-modernos e batidas com acordes antiquados de guitarra elétrica. No tema seguinte, "Skin", Madonna canta "Eu lhe conheço de algum lugar?" usando um tom de voz suave e "sedutor", que dá lugar a uma melodia dançante com elementos eletrônicos em que ela canta que precisa sentir amor e carinho. A sexta canção, "Nothing Really Matters", é um número electropop e dance-pop em que Madonna fala sobre seu papel de mãe após o nascimento de Lourdes María e como ela vivia a vida de forma egoísta. "Sky Fits Heaven" foca-se nos estudos espirituais da artista e Lourdes Maria, tendo linhas como; "O céu se encaixa no paraíso, então voe / Isso é o que o profeta me disse / A criança se encaixa a sua mãe, então abrace firme seu bebê / Isso é o que o meu futuro pode ver". Partes das letras são retiradas do poema What Fits?, de Max Blagg, usado em anúncio de 1993 da Gap Inc. "Shanti/Ashtangi" é uma oração e uma canção techno com um andamento rápido, sendo interpretada pela vocalista em um sotaque indiano sobre um ritmo dance. Nela, a artista canta a versão adaptada de Shankaracharya inteiramente em sânscrito, com versos como; "Eu venero o guru do pé de lótus / No despertar da felicidade da autorevelação".
"Frozen", nona faixa e primeiro single do álbum, é uma balada eletrônica de andamento médio que contém um som em camadas reforçado por sintetizadores e cordas, qualidades da música ambiente, um ritmo dance moderado durante o refrão e batidas influenciadas pelo techno perto do fim. Ao longo da canção, os vocais da intérprete não apresentam vibrato, e foram comparados com os usados na música medieval. Liricamente, trata de um homem apático e sem emoções; contudo, subtextos foram notados. De acordo com o autor Freya Jarman-Ivens, letras como "você fica congelado quando seu coração não está aberto" refletem uma paleta artística, "englobando diversos estilos musicais, textuais e visuais". Lançada como a quarta faixa de trabalho do projeto, "The Power of Good-Bye" é outra melancólica balada eletrônica de tempo moderado, apoiada por um pesado componente orquestral que fala da poderosa sensação de "deixar ir" um ente querido, e foi considerado "uma espécie de irmã sônica de 'Frozen'", já que ambos lidam com temas de um coração fechado para o amor. Isso é enfatizado nas letras: "Seu coração não está aberto, então devo ir", assim como; "A liberdade vem quando você aprende a deixar ir, a criação vem quando você aprende a dizer não". A ideia de usar o desapego como inspiração para a música surgiu do interesse de Madonna pela filosofia budista, além de praticar Yōga. "To Have and Not to Hold" fala sobre um amante distante e "Little Star" trata de Lourdes Maria. Ambas são superficialmente vibrantes, mas com uma sutileza subjacente e arranjos restritos prevalecentes. Número final da edição padrão, "Mer Girl" é uma meditação surreal da mortalidade e da morte da mãe da intérprete; nela, ela canta; "E eu cheirei sua carne queimando / Seus ossos apodrecendo, sua decadência / Eu corri e corri / Ainda estou correndo". Incluída como música bônus na edição japonesa de Ray of Light, "Has to Be" fala dos desejos da cantora de ter um parceiro ou um companheiro de alma.

## Recepção

### Crítica profissional
| Críticas profissionais        | Críticas profissionais |
| Avaliações da crítica         | Avaliações da crítica  |
| Fonte                         | Avaliação              |
| ----------------------------- | ---------------------- |
| AllMusic                      | [ 15 ]                 |
| Chicago Tribune               | [ 40 ]                 |
| Encyclopedia of Popular Music | [ 41 ]                 |
| Entertainment Weekly          | A−                     |
| The Guardian                  | [ 43 ]                 |
| NME                           | 8/10                   |
| Pitchfork                     | 8.1/10                 |
| Rolling Stone                 | [ 45 ]                 |
| Slant Magazine                | [ 22 ]                 |
| USA Today                     | [ 46 ]                 |

Logo após seu lançamento, Ray of Light foi recebido com análises positivas dos críticos de música, que prezaram os vocais e a nova direção musical da artista, definindo-o como o seu trabalho "mais aventuroso". Os resenhadores também notaram a sua natureza contida e madura. Escrevendo para a revista Billboard, Paul Verna comentou: "Facilmente seu trabalho mais maduro e pessoal até hoje, Ray of Light encontra Madonna tecendo letras com a meticulosa intimidade das anotações de um diário e envolvendo-as em melodias e instrumentos semelhantes a hinos e envoltos em um ambiente exuberante e melancólico. É claro, ela equilibra o tom sério da lista de faixas com pitadas pop que permitem que ela flexione seu alcance vocal imensuravelmente ampliado para obter um efeito fino". Roni Sarig, em City Pages, ficou muito impressionado com o alcance vocal, profundidade e clareza da intérprete e chamou Ray of Light de "seu álbum mais rico e completo até agora". Sal Cinquemani, da revista Slant, concedeu quatro de cinco estrelas para o trabalho, descrevendo-o como "uma das maiores obras-primas pop dos anos 1990" e ainda afirmou que "suas letras são simples, mas sua declaração é grande. Madonna não era tão sincera e emocionante desde Like a Prayer (1989)". Com a mesma classificação, Rob Sheffield, da Rolling Stone, positivou a obra; O profissional adjetivou-a de "brilhante", entretanto foi crítico quanto a produção de Orbit, alegando que ele "não tinha muitos truques para preencher o álbum, tendo ele se repetido diversas vezes."
Stephen Thomas Erlewine, do banco de dados AllMusic, nomeou Ray of Light como o "álbum mais aventureiro" da intérprete e o "mais maduro e profundo". Em sua revisão, ele o classificou com quatro estrelas de cinco. David Browne, da revista Entertainment Weekly, concedeu uma nota A-, observando que "apesar de todas as suas lutas com a fama, Madonna parece mais relaxada e menos artificial do que há anos, desde sua nova transformação na mãe-terra italiana e até, especialmente, sua música. Ray of Light é verdadeiramente como uma oração, e assim você também se sentirá". O editor da Melody Maker, Mark Roland fez comparações com o álbum Homogenic, de Björk, e a música de St. Etienne, destacando a falta de cinismo em Ray of Light como seu aspecto mais positivo; "Não é um disco em torno da manipulação cínica do pop, em vez disso, foi moldado à mão a partir de um pedaço de barro. Trazido à vida com amor, Ray Of Light é como o vaso feio que não cabe, mas é ainda mais especial por isso". Para Robert Hilburn, do Los Angeles Times, "uma das razões de que Ray of Light seja o álbum mais satisfatório de sua carreira é devido ao fato de que ele reflete a consciência de uma mulher que pode olhar-se com surpreendente franqueza e perspectivas". Joan Anderman, do jornal The Boston Globe, o chamou de um disco notável, comentando: "É um disco de dance profundamente espiritual, texturizado com êxtase, um ciclo de canções suntuoso e prático que liberta Madonna de uma carreira construída sobre imagens varridas e identidades cultivadas". Os autores de Bitch She's Madonna: The Queen of Pop in Contemporary Culture, Eduardo Viñuela, Igor Paskual e Lara González, qualificaram-no de um trabalho "excelente em todas as canções, com uma produção extraordinária e muito bem cantada. Mostra a inteligência de Madonna na hora de construir um álbum, já que a direção artística é quase perfeita".
Stuart Maconie, da revista Q, considerou que "até que Simply Red recrute John Zorn, ou Mariah Carey trabalhe com Tortoise", Ray of Light prova que Madonna "continua sendo a única aristocrata pop que mantém os ouvidos abertos". Jillian Mapes, da Pitchfork, deu uma nota 8,1 de 10 para o projeto e destacou a produção de Orbit, comentando que seu trabalho "dá a Ray of Light uma consistência tonal unificada, uma espécie de coesão da qual são feitas as obras-primas. Ele tem um toque leve com texturas techno, tanto relaxadas quanto dançantes". O jornalista Eduardo Zanelato, do Estadão, prezou Madonna por apresentar um significativo amadurecimento artístico em Ray of Light, a sua nova abordagem lírica "recheada de confissões pessoais" e "sua voz que está melhor do que nunca", além de eleger o trabalho como o melhor de sua carreira desde Like a Prayer. Emitindo três de quatro estrelas ao projeto, Silvio Essinger, do também brasileiro Tribuna da Imprensa, notou que aqui a artista soa "notoriamente mais madura" e "estranhamente mais preocupada com a mensagem do que com o groove". Enaltecendo, ainda, a produção de Orbit e faixas como "Little Star" — a qual citou como o melhor momento do disco —, contundo negativou "Frozen" por soar "fria" e "distante", embora "perfeita tecnicamente". Já Robert Christgau, escrevendo para a Playboy, expressou ainda menos entusiasmo, considerando-o um disco de "ótimo som", mas mediano, porque temas de auto-reflexão sempre produzem resultados estranhos para artistas pop. No entanto, ele elogiou canções sensuais como "Skin" e "Candy Perfume Girl".

### Reconhecimento

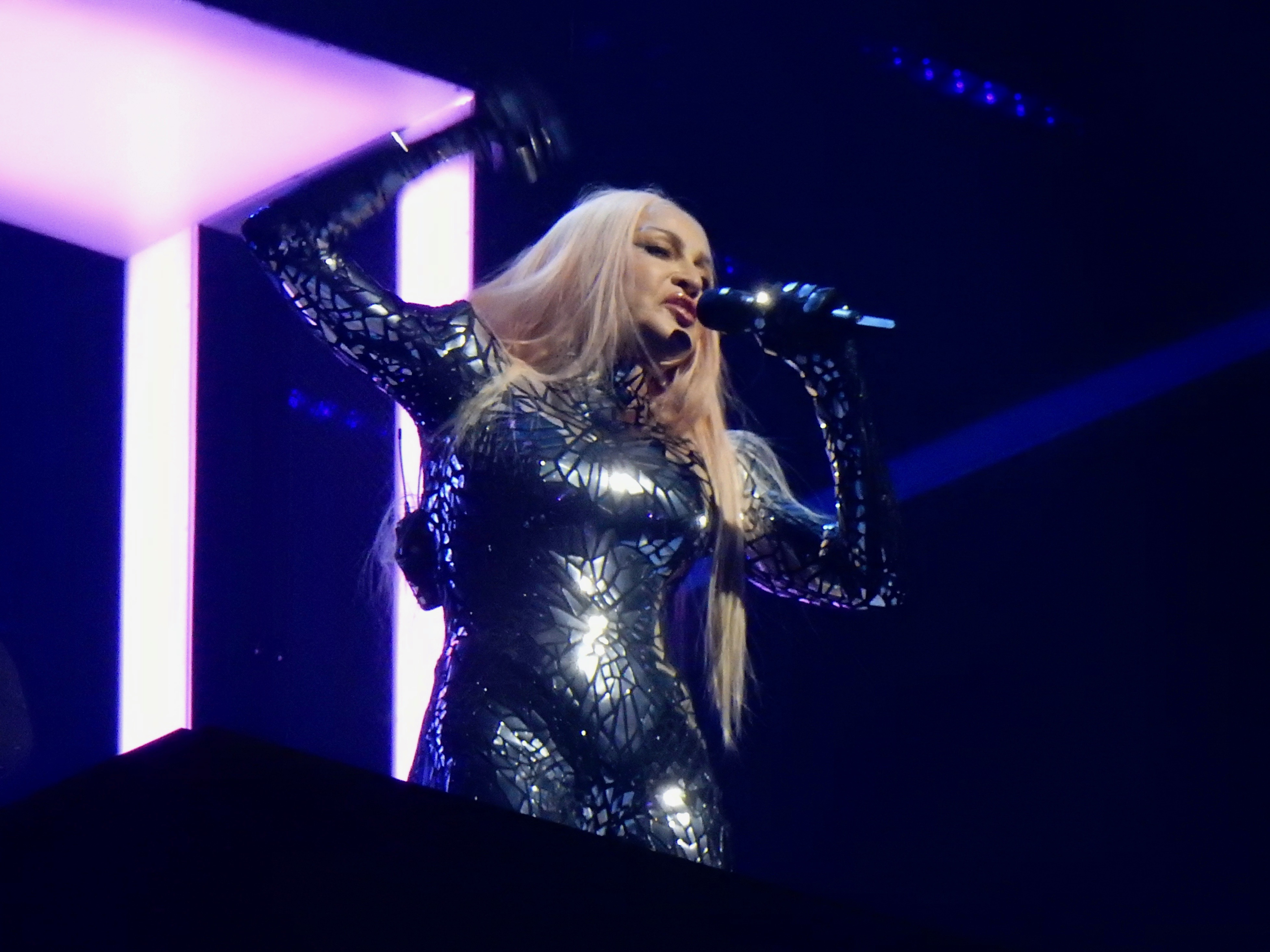
Madonna apresentando "Ray of Light" durante a turnê The Celebration Tour (2023-2024).

Na 41.ª edição dos Grammy Awards, Madonna obteve o troféu de Melhor Álbum Pop, Melhor Embalagem de Disco, Melhor Gravação de Dance, Melhor Videoclipe de Formato Curto, concorrendo ainda à Álbum do Ano e Gravação do Ano. Ela também foi a artista mais premiada na 15.ª cerimônia dos MTV Video Music Awards, conquistando seis das nove indicações que concorreu. "Frozen" ganhou os prêmios de Melhor Efeito Visual; "Ray of Light" ganhou de Melhor Coreografia, Melhor Direção, Melhor Edição, Melhor Vídeo Feminino e Vídeo do Ano, e também foi indicado à Melhor Cinematografia, Melhor Vídeo de Dance e Vídeo Revelação. A Sociedade Americana de Compositores, Autores e Editores (ASCAP) homenageou Madonna e laureou-a com dois prêmios; Canção Mais Executada por "Frozen" e "Ray of Light" nos ASCAP Pop Music Awards e Melhor Canção Dance para "Ray of Light" nos ASCAP Rhythm & Soul Music Awards.
Ray of Light também rendeu a Madonna vários prêmios internacionais — incluindo duas condecorações de Melhor Álbum Internacional e Melhor Vocalista Internacional da IFPI Dinamarca; um Fryderyk Awards de Melhor Álbum Estrangeiro da Związek Producentów Audio Video (ZPAV); um Prêmio Girafa de Ouro por Álbum Pop Internacional do Ano pela Mahasz; dois Porin Awards de Melhor Álbum Internacional e Melhor Vídeo Internacional ("Frozen"); dois prêmios Rockbjörn de Melhor Álbum Internacional e Melhor Artista Internacional. No Canadá, Madonna ganhou o troféu de Melhor Vídeo Internacional por "Ray of Light" nos MuchMusic Video Awards e concorreu à Melhor Álbum por Vendas (Estrangeiro ou Nacional) nos Juno Awards. Ela também recebeu os troféus de Melhor Filme Feminino e Melhor Álbum na 5.ª cerimônia dos MTV Europe Music Awards. No 14.º International Dance Music Awards, Madonna ganhou o prêmio de Melhor Artista Solo de Dance e Melhor Vídeo de Dance por "Ray of Light". A revista Rolling Stone o colocou no número 363 em sua compilação dos 500 maiores álbuns de todos os tempos. Além de ser escolhido como o vigésimo nono melhor disco por seus leitores. Em 2001, mais de 250 mil espectadores do VH1 o escolheram como o décimo entre os 100 melhores álbuns de todos os tempos. A obra também foi adicionada ao livro 1001 Albums You Must Hear Before You Die — que reúne os 1001 álbuns necessários de se ouvir antes de morrer. No catálogo "100 clássicos modernos: os melhores discos de New Wave", elaborado pela revista Mojo, Ray of Light foi classificado na 29.ª colocação. Tanto a faixa-título quanto o seu vídeo musical foram considerados um dos mais importantes da história da MTV e uma das melhores músicas da intérprete, ao lado de "Frozen", pelos leitores da Rolling Stone.

## Singles

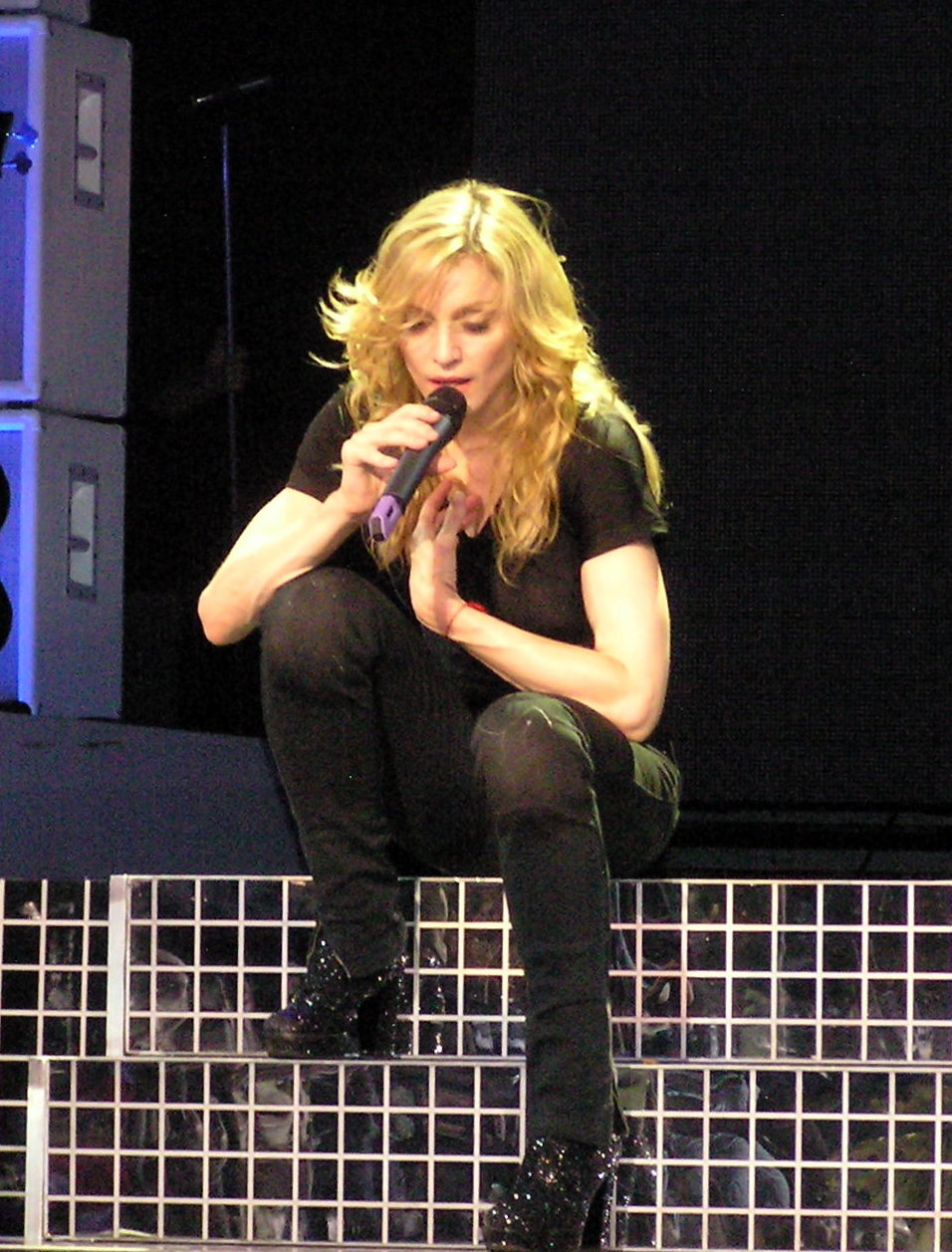
Madonna interpretando o terceiro single do álbum, "Drowned World/Substitute for Love", durante a Confessions Tour, em 2006

Em 23 de fevereiro de 1998, "Frozen", o primeiro single do Ray of Light, é lançado.  Comercialmente, a composição obteve um desempenho positivo; tornou-se o sexto single da cantora a atingir a vice liderança da parada estadunidense Billboard Hot 100. O vídeo, dirigido por Chris Cunnigham, com assistência de David B. Householter, e produzido por Nick Wrathall, retrata Madonna em um vestido preto, desenhado por Jean Paul Gaultier —, com mãos cobertas por mehndis que fazem uma coreografia oriental. A noite é cenário da obra, tempo em que a personagem ascende em sua verdadeira forma e liberta sua essência. Em 2005, um tribunal da Bélgica declarou que o tema de abertura de quatro compassos da canção seria um plágio de "Ma vie fort le camp", composição de Salvatore Aqcuaviva. A decisão proibiu a venda do single, bem como o álbum Ray of Light ou qualquer outras compilações que contivessem a canção, neste país. Em 6 de maio do mesmo ano é lançado o segundo foco de promoção do projeto, "Ray of Light", estreando em segundo lugar no Reino Unido e posteriormente, recebendo certificado de prata no país. Nos Estados Unidos, a canção atingiu a quinta posição, sendo certificada com ouro. A música também tornou-se um sucesso na genérica Dance Club Songs, mantendo-se em primeiro lugar por quatro semanas; encerrou como a canção mais bem sucedida de tal tabela em 1998. O vídeo musical correspondente foi dirigido pelo sueco Jonas Åkerlund e traz imagens aceleradas do cotidiano, no qual pessoas se arrumam para trabalhar e se preparam para começar o seu dia. Ocasionalmente Madonna aparece vestida de forma simples, fazendo movimentos e danças estranhas. Com o cair da noite, a artista embarca numa viagem transcendental numa boate, onde o clipe se encerra.
"Drowned World/Substitute for Love" foi lançado como terceiro single fora dos Estados Unidos, em 24 de agosto de 1998, tendo alcançado as dez primeiras posições na tabela britânica. O vídeo musical correspondente foi dirigido por Walter Stern; nele a cantora está seguindo no sentido contrário de tudo o que viveu até ali, fugindo da mídia e da superficialidade da fama para se deparar feliz ao chegar em casa e abraçar sua filha – um acrônimo visual de seu conceito de paz. Gerou controvérsia devido as cenas em que a intérprete é visionada sendo perseguida por paparazzis em motocicletas, cenário semelhante ao que causou a morte da Princesa Diana em 1997. A quarta música de trabalho, lançada em 22 de setembro, "The Power of Good-Bye", teve um bom desempenho, tendo alcançado o sexto lugar da UK Singles Chart e o décimo-primeiro na Billboard Hot 100. Um videoclipe para a canção foi dirigido por Matthew Rolston, no qual Madonna disputa uma partida de xadrez contra o persongem interpretado pelo ator Goran Višnjić, com quem nutre uma relação de amor e idolatria, porém insubmissão, retratada na cena em que a mulher de cabelos escuros derruba as peças do tabuleiro no chão, tentando reter o controle daquele relacionamento. "Nothing Really Matters" foi liberado como o quinto e último single da obra, em 2 de março de 1999, e conquistou a 7.ª colocação no Reino Unido. Em território estadunidense, no entanto, tornou-se o pior desempenho da artista na Billboard Hot 100, ficando na 93.ª posição. Em contrapartida, alcançou o primeiro lugar na Dance Club Songs. Seu vídeo musical, dirigido por Johan Renck, apresenta cenas de Madonna dançando com seu quimono vermelho, inspirado pelo filme de Arthur Golden, Memórias de Uma Gueixa. Nos Estados Unidos, "Sky Fits Heaven" foi lançada como um single promocional. A canção obteve sucesso moderado no país, tendo alcançado o número quarenta e um na Dance Club Songs.

## Promoção

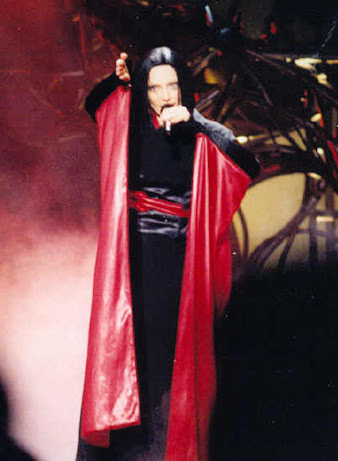
Madonna interpretando "Frozen" durante um dos concertos da Drowned World Tour, em 2001.

Para promover o álbum, Madonna fez várias aparições na televisão e performances ao vivo das músicas. Em 14 de fevereiro de 1998, ela estreou "Sky Fits Heaven", "Shanti / Ashtangi" e "Ray of Light" na boate Roxy NYC. "Frozen" foi apresentado no programa britânico The National Lottery Show no dia 21 do mesmo mês. No Festival de Sanremo, sediado na Itália, no dia 24, e nos programas Wetten, dass..? da Alemanha em 28 de fevereiro e Rosie O'Donnell Show dos Estados Unidos em 13 de março. Em 27 de abril, a cantora fez uma aparição não anunciada no concerto beneficente Rock for the Rainforest no Carnegie Hall, em Nova Iorque, onde apresentou a canção. Ela também se juntou a outros artistas no evento, entre eles Sting, Elton John, e Billy Joel, para cantar "With a Little Help From My Friends" e "Twist and Shout". Em 29 de maio, Madonna apareceu no The Oprah Winfrey Show, onde foi entrevistada e cantou "Little Star" e "Ray of Light". Em 10 de setembro, ela abriu o MTV Video Music Awards, em Nova Iorque com a performance de "Shanti / Ashtangi" e "Ray of Light", com Lenny Kravitz na guitarra. Para o público brasileiro, a artista pode ser vista em dois programas do país; o primeiro foi o Planeta Xuxa, transmitido pela Rede Globo, em 19 de abril de 1998, onde foi entrevistada por Xuxa Menegel e tratou sobre sua gestação e a experiência de gravação do disco, dentre outros assuntos. No segundo, concedeu uma extensa entrevista à jornalista Marília Gabriela, exibida pelo SBT, no dia 20 de setembro. Em uma postura monossilábica, a cantora respondeu perguntas com palavras rápidas, como 'não' e 'sim', além de questionar o cunho das indagações da profissional pela pronúncia e sentido, visto que algumas eram traduzidas do português no sentido literal. Posteriormente, Gabriela criticou a postura de Madonna e considerou a mais frustrante entrevista de sua carreira, completando; "Foi um programa de caso pensado; eu coloquei questões que eu achei que ela ia brilhar, deitar e rolar, mostrar a que veio e polemizar. Não foi isso que aconteceu". "The Power of Good-Bye" foi cantado nos MTV Europe Video Music Awards, realizado na Itália, em 12 de novembro e no programa Top of the Pops do Reino Unido em 19 do mesmo mês. Em 24 de fevereiro de 1999, Madonna apresentou "Nothing Really Matters" na cerimônia de premiação do Grammy, que ocorreu no Shrine Auditorium, em Los Angeles.
Madonna apresentou "Drowned World / Substitute For Love", "Ray of Light", "Candy Perfume Girl", "Sky Fits Heaven", "Frozen" e "Mer Girl" na Drowned World Tour, sua quinta turnê, que promoveu tanto Ray of Light quanto seu álbum sucessor. Iniciou-se em junho de 2001 e foi a primeira de sua carreira em oito anos. Estava prevista para começar antes do novo milênio, mas a artista engravidou de seu segundo filho, Rocco Ritchie, lançou Music e casou-se com Ritchie em dezembro de 2000. O espetáculo foi dividido em cinco seções; Cyber-punk, Gueixa, Vaqueira, Espanhola e Gueto. A crítica especializada a avaliou positivamente e foi um sucesso comercial, arrecadando um total de 75 milhões de dólares, sendo a digressão mais bem sucedida de um artista solo em 2001. O concerto realizado em 26 de agosto de 2001, no The Palace of Auburn Hills, em Auburn Hills, Michigan, foi transmitido ao vivo pelo HBO. O registro oficial da turnê foi lançado em todas as regiões do mundo em 13 de novembro do mesmo ano. Como a exibição original do programa, o DVD recebeu críticas bastante favoráveis. As fotografias usadas na embalagem do produto foram tiradas pela comediante Rosie O'Donnell.

## Impacto e legado
Um dos aspectos mais importantes do legado de Ray of Light foi a introdução da música eletrônica no cenário da música popular. Como escreveu a editora do Allmusic, Liana Jonas: "[O álbum] atraiu a atenção do mainstream para a música eletrônica, que passou de seu status underground, para uma popularidade selvagem no início do século XXI". Thomas Harrison, autor do livro Music of the 1990s, escreveu que o estilo de produção de Ray of Light "ditava novas tendências na música eletrônica, como uso contate de samplings digitais e sintetizadores eletrônicos". Não muito distantes do exposto, os acadêmicos do livro Music and Technoculture, cujo editorial está de acordo com a Universidade Wesleyan, comentaram que "Madonna soava como a mãe do campo tecnológico", devido a introdução de elementos eletrônicos no álbum, que muitos dos quais, refletiam seu lado maternal. Segundo o biógrafo J. Randy Taraborrelli, "há anos o techno e a eletrônica são os gêneros mais tocados nas mais populares festas ilegais underground que ocorrem em armazéns abandonados e áreas desertas nos arredores de cidades de todo o mundo. É aqui que os jovens amantes de música, sob a influência do álcool e das ilusões da popular droga ecstasy, caminharam pelas nuvens ao ritmo desses sons etéreos sintetizados. Madonna sentiu que esse gênero era um "som quente" e decidiu levá-lo a uma popularidade massiva, como se disesse: "É definitivamente uma área inexplorada. E eu tenho que estar nela". Da mesma forma, Lucy O'Brien elogiou a musicista e a obra porque ambos inovaram brilhantemente a cultura rave. Ryan Davis, do portal Examiner, comentou que "Ray of Light deu uma sensação de calorosas emoções à música eletrônica, o que geralmente não é encontrado no gênero". Finalmente, o jornal canadense Montreal Gazette, expressou; "Ray of Light é o primeiro álbum comercial que implementou com sucesso o pop e o techno".
O lançamento do disco — que incluiu elementos da música oriental, bem como o vídeo de "Frozen" que foi inspirado em temas indianos e o vídeo de "Nothing Really Matters" que contém uma temática japonesa — aumentaram o interesse da população estadunidense pela cultura asiática tradicional. Rhonda Hammer e Douglas Kellner, autores de Media/cultural Studies: Critical Approaches, escreveram que "o fenômeno da feminilidade inspirado no sul da Ásia como uma tendência na mídia ocidental pode ser rastreado até fevereiro de 1998, quando o ícone pop Madonna lançou o vídeo de 'Frozen'". Eles explicaram que embora a artista "não tenha iniciado a moda de acessórios de beleza indianos, [...] ela os trouxe aos olhos do público, atraindo a atenção da imprensa global". Anne Masuda, do portal Yahoo!, acrescentou que "com Madonna revelando o fato de praticar ioga em seu tempo livre, ela acabou contribuindo para o crescimento do fascínio estadunidense pela cultura oriental. Muitas pessoas começaram a imitar seu estilo, usando hena e roupas com desenhos asiáticos".

"Ray of Light foi o testemunho de uma nova Madonna. Uma Madonna que trilhou o caminho espiritual, que não usou sua sensualidade e sexualidade para vender discos, que assumiu suas responsabilidades como mãe e para com seus fãs, se reinventando mais uma vez, e onde a música eletrônica teve um papel importante dentro do resultado final do disco".

— O portal Hispavista, comentando sobre o impacto do projeto.
Alguns anos antes do lançamento da obra, a carreira da cantora havia sido atormentada por escândalos e muitos detratores disseram que sua popularidade havia declinado, inclusive, sua gravadora Warner previu que o disco iria ser um fracasso; dessa maneira, muitos escritores argumentam que o trabalho, juntamente com os fatos que o antecederam [em referência a suas experiências espirituais e maternais], marcou um ponto de virada na carreira de Madonna. Por exemplo, Ingrid Sischy, da Vanity Fair, considerou que o fato de "ter tido um bebê deu a ela, pelo menos", o que a autora chama de "momento de quietude". Em sua opinião, "a artista foi forçada a se permitir desacelerar, fugir e se redimir". Por sua parte, Madonna confessou que sua filha "Lourdes foi uma influência curadora em sua vida e o nome de uma lembrança de sua falecida mãe; "'Lourdes' é um lugar com o qual minha mãe tinha uma conexão. Ela sempre quis ir para lá, mas nunca pôde". Nesse sentido, O'Brien apontou que o Ray of Light certamente renovou a imagem da artista e a levou a um novo público, o que mostra que ela era uma boa compositora de um talento intensamente produtivo.
De fato, segundo Taraborrelli, a obra foi aclamada por ser ousada e refrescante na música contemporânea do final dos anos 1990, dominada por boy bands e cantoras adolescentes como Backstreet Boys, 'N Sync, Britney Spears e Christina Aguilera. Larry Flick, da Billboard, disse que o lançamento "não apenas deu a artista camaleônica seu primeiro sucesso universalmente aclamado pela crítica, mas também provou que ela continuava sendo uma figura vital entre um público jovem tristemente inconstante". Segundo Enric Zapatero, do site Cromosomax, a faixa "Frozen" marcou um antes e um depois no pop dos anos 1990. Ele também enfatizou que "a canção "Nothing Really Matters" popularizou a moda das gueixas que, anos depois, Madonna retomaria em sua 'Drowned World Tour'. Um visual que, é claro, a cantora não inventou, mas que associamos a ela". Em 2012, Katy Perry perguntou a Madonna, via Twitter, qual era o disco favorito de seu catálogo. A artista respondeu que era Ray of Light". Por sua parte, William Orbit "ganhou elogios em todos os lugares" após a publicação da obra; De fato, alguns escritores como o ensaísta Rodrigo Fresán, atribuem a ele como o responsável pela reinvenção e recuperação do sucesso da cantora. A este respeito, William disse uma vez: "Não reinventei Madonna. Ela me reinventou. Ou seja, onde eu estava antes? Quem eu era antes de trabalhar com ela?".

## Alinhamento de faixas
| Ray of Light – Edição Padrão |                                     |                                                                   |                                   |         |  |
| N.º                          | Título                              | Compositor(es)                                                    | Produtor(es)                      | Duração |  |
| 1.                           | "Drowned World/Substitute For Love" | Madonna · William Orbit · Rod McKuen · Anita Kerr · David Collins | Madonna · Orbit                   | 5:09    |  |
| 2.                           | "Swim"                              | Madonna · Orbit                                                   | Madonna · Orbit                   | 5:00    |  |
| 3.                           | "Ray of Light"                      | Madonna · Orbit · Clive Muldoon · Dave Curtiss · Christine Leach  | Madonna · Orbit                   | 5:21    |  |
| 4.                           | "Candy Perfume Girl"                | Madonna · Orbit · Susannah Melvoin                                | Madonna · Orbit                   | 4:34    |  |
| 5.                           | "Skin"                              | Madonna · Patrick Leonard                                         | Madonna · Orbit · Marius de Vries | 6:22    |  |
| 6.                           | "Nothing Really Matters"            | Madonna · Leonard                                                 | Madonna · Leonard · Vries         | 4:27    |  |
| 7.                           | "Sky Fits Heaven"                   | Madonna · Leonard                                                 | Madonna · Orbit · Leonard         | 4:48    |  |
| 8.                           | "Shanti/Ashtangi"                   | Madonna · Orbit                                                   | Madonna · Orbit                   | 4:29    |  |
| 9.                           | "Frozen"                            | Madonna · Leonard                                                 | Madonna · Orbit · Leonard         | 6:12    |  |
| 10.                          | "The Power of Good-Bye"             | Madonna · Rick Nowels                                             | Madonna · Orbit · Leonard         | 4:10    |  |
| 11.                          | "To Have and Not to Hold"           | Madonna · Nowels                                                  | Madonna · Orbit · Leonard         | 5:23    |  |
| 12.                          | "Little Star"                       | Madonna · Nowels                                                  | Madonna · Vries                   | 5:18    |  |
| 13.                          | "Mer Girl"                          | Madonna · Orbit                                                   | Madonna · Orbit                   | 5:32    |  |
| Duração total:               | Duração total:                      | Duração total:                                                    | Duração total:                    | 66:52   |  |

| Ray of Light — Faixas bônus disponível na edição japonesa |                |                           |                 |         |  |
| N.º                                                       | Título         | Compositor(es)            | Produtor(es)    | Duração |  |
| 14.                                                       | "Has to Be"    | Madonna · Orbit · Leonard | Madonna · Orbit | 5:15    |  |
| Duração total:                                            | Duração total: | Duração total:            | Duração total:  | 72:07   |  |

Notas
- "Drowned World/Substitute for Love" contém demonstrações de "Why I Follow the Tigers", cantada por San Sebastian Strings.
- "Shanti/Ashtangi" é uma adaptação de um texto de Shankaracharya, tirado de Yoga Taravali. Texto adicional: tradicional e tradução de Vyass Houston e Eddie Stern.
- "Mer Girl" contém uma interpolação e elementos de "Space", interpretada por Gábor Szabó.
- "The Power of Good-Bye" contém demonstrações de "I Want to Become", de Love Kills.

## Créditos
Lista-se abaixo os profissionais envolvidos na elaboração de Ray of Light, de acordo com o encarte do álbum:
Locais de gravação
- Larrabee Studios North (Universal City, Califórnia)

Equipe
| - Madonna: vocalista principal, composição, produção - Craig Armstrong: arranjo de cordas - Mike Bradford: programação - David Collins: composição - Pablo Cook: flauta - Dave Curtis: composição - Mark Endert: engenharia - Fergus Gerrand: bateria, percussão - Kerosene Halo: design - Niki Haris: vocalista de apoio - Vyass Houston: tradução - Jon Ingoldsby: engenharia - Ted Jensen: masterização - Suzie Katayama: regência - Anita Kerr: composição - Christine Leach: composição | - Patrick Leonard: arranjos, composição, produção - Donna De Lory: vocalista de apoio - Clive Maldoon: composição - Patrick McCarthy: engenharia - Rod McKuen: composição - Susannah Melvoin: composição - Marc Moreau: guitarra - Rick Nowels: composição - William Orbit: composição, produção, efeitos sonoros - Kevin Reagan: direção artística, design - Dave Reitzas: engenharia - Steve Sidelnyk: programação de bateria - Matt Silva: engenharia - Eddie Stern: tradução - Mario Testino: fotografia - Marius de Vries: teclado, produção, programação |

## Desempenho comercial

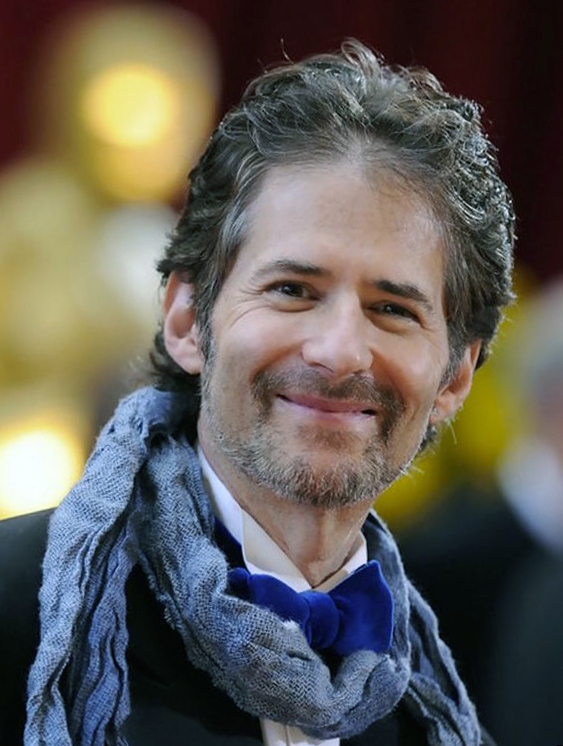
A trilha sonora de Titanic do compositor James Horner (foto) evitou que Ray of Light liderasse à Billboard 200.

Ray of Light foi um enorme sucesso comercial. Dezoito dias depois de lançado, a Rolling Stone divulgou que o álbum já havia vendido três milhões de cópias em todo mundo. Mundialmente, é estimado que tenham sido comercializadas mais de dezesseis milhões de réplicas da obra, até os dias atuais. Nos Estados Unidos debutou, em 21 de março de 1998, na segunda posição da Billboard 200, com vendas de 300 e 71 mil cópias na primeira semana. Tornou-se a melhor semana de estreia em vendas por um álbum de uma artista feminina computado pela Nielsen SoundScan até então. Entretanto, não conseguiu atingir o topo da parada, graças ao sucesso comercial da trilha sonora do filme Titanic — que vendeu na mesma semana 400 e 70 mil cópias —, sendo o quinto disco de Madonna a não conquistar a liderança nos Estados Unidos. Em 16 de março de 2000, a Recording Industry Association of America (RIAA) o condecorou com quatro certificações de platina denotando quatro milhões de cópias distribuídas em território estadunidense. Segundo a Nielsen SoundScan, Ray of Light já havia vendido três milhões e oitocentas mil unidades no país até dezembro de 2016. Esse número não inclui unidades vendidas em selos como a BMG Music, onde o álbum vendeu mais de quatrocentas mil cópias. No Canadá, estreou na posição máxima da Canadian Albums Chart, com vendas na primeira semana de 50 mil réplicas, sendo posteriormente classificado pela Music Canada (MC) como platina após serem exportadas cerca de oitenta mil cópias por lá. Na região da América Latina, a obra obteve prestígio na Argentina, onde a Cámara Argentina de Productores de Fonogramas y Videogramas qualificou-o como platina pelas 60 mil unidades faturadas. Já no Brasil, obteve o sexto posto como melhor na lista compilada pelo instituto Nelson Oliveira Pesquisa e Estudo de Mercado (NOPEM) e, após 280 mil réplicas serem consumidas, foi premiado com platina pela Pro-Música Brasil (PMB).
Ray of Light também registrou sucesso comercial na Oceania, estreando na liderança da parada de álbuns australiana e neozelandesa. Mais tarde, a certificadora Australian Recording Industry Association (ARIA) condecorou o projeto como três platinas pelas duzentas mil unidades adquiridas na Austrália e platina pela Recording Industry Association of New Zealand (RIANZ) por distribuir quinze mil cópias na Nova Zelândia. Na Europa, debutou no topo da UK Albums Chart — tabela musical do Reino Unido —, permanecendo em tal posição por duas semanas. Posteriormente, foi entregue a intérprete uma certificação de platina pela British Phonographic Industry (BPI) após mais de um milhão de réplicas do produto terem sido compradas. Na França, o álbum estreou em segundo lugar na parada oficial de álbuns do país, posto no qual constou por sete semanas. Foi certificado três vezes platina pela Syndicat National de l'Édition Phonographique, após ter sido adquirido novecentas mil vezes em território francês. Permanece como o disco mais bem-sucedido de Madonna na Alemanha, com três certificações de platina sendo emitidas pela Bundesverband Musikindustrie (BVMI) em recompensa à um milhão de exemplares vendidos por lá. O álbum também alcançou a liderança na tabela European Top 100 Albums e recebeu sete certificações de platina pela International Federation of the Phonographic Industry (IFPI), devido a comercialização superior a sete milhões de cópias no continente europeu. Alcançou sucesso similar em outras regiões do mundo, tendo atingido as dez primeiras posições das paradas de países como Japão, Israel e Singapura. Tornou-se o disco mais vendido da empresa Warner Music na região Ásia-Pacífico durante o ano de 1998.
| País — Tabela musical (1998)           | Posição de pico |
| -------------------------------------- | --------------- |
| Alemanha (GfK Entertainment Charts)    | 1               |
| Austrália (ARIA Charts)                | 1               |
| Áustria (Ö3 Austria Top 40)            | 2               |
| Bélgica (Ultratop 50 de Flandres)      | 1               |
| Bélgica (Ultratop 40 de Valônia)       | 2               |
| Brasil (NOPEM)                         | 6               |
| Canadá (Canadian Albums Chart)         | 1               |
| Canadá (RPM Albuns Chart)              | 1               |
| Dinamarca (Hitlisten)                  | 23              |
| Escócia (OCC)                          | 1               |
| Espanha (PROMUSICAE)                   | 1               |
| Estados Unidos (Billboard 200)         | 2               |
| Europa (European Top 100 Albums)       | 1               |
| Finlândia (IFPI Finlândia)             | 1               |
| França (SNEP)                          | 2               |
| Grécia (IFPI Grécia)                   | 1               |
| Hungria (MAHASZ)                       | 1               |
| Irlanda (IRMA)                         | 2               |
| Israel (IFPI Israel)                   | 1               |
| Itália (FIMI)                          | 1               |
| Japão (Oricon)                         | 6               |
| Malásia (RIAM)                         | 4               |
| Noruega (VG-lista)                     | 1               |
| Nova Zelândia (Recorded Music NZ)      | 1               |
| Países Baixos (MegaCharts)             | 1               |
| Polônia (ZPAV)                         | 37              |
| Portugal (AFP)                         | 6               |
| Reino Unido (UK Albums Chart)          | 1               |
| República Checa (IFPI Česká Republika) | 1               |
| Singapura (RIAS)                       | 1               |
| Suécia (Sverigetopplistan)             | 2               |
| Suíça (Schweizer Hitparade)            | 1               |

| País — Tabela musical (1998)        | Posição |
| ----------------------------------- | ------- |
| Alemanha (GfK Entertainment Charts) | 4       |
| Austrália (ARIA Albums)             | 10      |
| Áustria (Ö3 Austria Top 40)         | 7       |
| Bélgica (Ultratop 50 de Flandres)   | 5       |
| Bélgica (Ultratop 50 de Valônia)    | 11      |
| Brasil (Nopem)                      | 33      |
| Canadá (RPM Albuns Chart)           | 10      |
| Estados Unidos (Billboard 200)      | 18      |
| Europa (Top 100 Albums)             | 3       |
| França (SNEP)                       | 10      |
| Itália (FIMI)                       | 15      |
| Japão (Oricon)                      | 94      |
| Nova Zelândia (RMNZ)                | 16      |
| Países Baixos (MegaCharts)          | 4       |
| Reino Unido (UK Albums Chart)       | 7       |
| Suíça (Schweizer Hitparade)         | 4       |

| País — Tabela musical (1999)        | Posição |
| ----------------------------------- | ------- |
| Alemanha (GfK Entertainment Charts) | 14      |
| Austrália (ARIA Charts)             | 61      |
| Áustria (Ö3 Austria Top 40)         | 21      |
| Bélgica (Ultratop 50 de Flandres)   | 55      |
| Bélgica (Ultratop 50 de Valônia)    | 72      |
| Estados Unidos (Billboard 200)      | 98      |
| França (SNEP)                       | 58      |
| Países Baixos (MegaCharts)          | 19      |
| Reino Unido (UK Albums Chart)       | 29      |
| País — Tabela musical (2001)        | Posição |
| Reino Unido (UK Albums Chart)       | 191     |

| País — Tabela musical (1990–99) | Posição |
| ------------------------------- | ------- |
| Áustria (Ö3 Austria Top 40)     | 30      |

| Região | Certificação | Vendas     |            |
| --- | ------------ | ---------- | ---------- |
| Alemanha (BVMI) | 3× Platina   | 600 0000^  |            |
| Argentina (CAPIF) | Platina      | 60 000^    |            |
| Austrália (ARIA) | 3× Platina   | 210 000^   |            |
| Áustria (IFPI Áustria) | 2× Platina   | 50 000*    |            |
| Bélgica (BEA) | Platina      | 50 000*    |            |
| Brasil (Pro-Música Brasil) | Platina      | 250 000*   |            |
| Canadá (Music Canada) | 7× Platina   | 700 000^   |            |
| Espanha (PROMUSICAE) | 3× Platina   | 300 000^   |            |
| Estados Unidos (RIAA) | 4× Platina   | 4 350 000  |            |
| Finlândia (Musiikkituottajat) | Ouro         | 50 604^    |            |
| França (SNEP) | 3× Platina   | 960 500    |            |
| Hong Kong (IFPI Hong Kong) | Platina      | 20 000*    |            |
| Japão (RIAJ) | 2× Platina   | 400 000^   |            |
| Noruega (IFPI Noruega) | 2× Platina   | 100 000*   |            |
| Nova Zelândia (RIANZ) | Ouro         | 7 500^     |            |
| Países Baixos (NVPI) | 3× Platina   | 300 000^   |            |
| Polônia (ZPAV) | 2× Platina   | 200 000*   |            |
| Reino Unido (BPI) | 6× Platina   | 1 730 000  |            |
| Singapura (RIAS) | Platina      | 15 000     |            |
| Suécia (GLF) | 3× Platina   | 240 000^   |            |
| Suíça (IFPI Suíça) | 3× Platina   | 150 000^   |            |
| Resumos |              |            |            |
| Europa (IFPI) | 7× Platina   | 7 000 000* |            |
| Mundo | —            | 16 000 000 | 16 000 000 |
| *números de vendas baseados somente na certificação ^distribuições baseadas apenas na certificação ‡vendas+valores de streaming baseados somente na certificação |              |            |            |

## Histórico de lançamento
| País           | Data                    | Formato(s)                     | Edição(ões)      | Gravadora              |
| -------------- | ----------------------- | ------------------------------ | ---------------- | ---------------------- |
| Japão          | 22 de fevereiro de 1998 | CD, vinil                      | Padrão           | Maverick, Warner Bros. |
| Japão          | 8 de setembro de 1999   | CD                             | Edição dupla     | Maverick, Warner Bros. |
| Reino Unido    | 2 de março de 1998      | CD, vinil, cassete, mini-disco | Padrão, limitada | Maverick, Warner Bros. |
| Alemanha       | 2 de março de 1998      | CD, vinil, cassete, mini-disco | Padrão, limitada | Maverick, Warner Bros. |
| Estados Unidos | 3 de março de 1998      | CD                             | Padrão, limitada | Maverick, Warner Bros. |